# Maklár (nádraží)
Maklár je železniční stanice v maďarské obci Maklár, která se nachází v župě Heves. Stanice byla otevřena v roce 1872, kdy byla zprovozněna trať mezi městy Füzesabony a Eger.

## Provozní informace
Stanice má celkem 2 nástupní hrany. Ve stanici je možnost zakoupení není jízdenky a je elektrifikována střídavým proudem 25 kV, 50 Hz. Provozuje ji společnost MÁV.

## Doprava
Zastavují zde rychlíky Budapešť–Eger a osobní vlaky Füzesabony–Eger.

## Tratě
Zastávkou prochází tato trať:
- Füzesabony–Eger (MÁV 87a)